# Muhammad Ali Rustam
Muhammad Ali Rustam (arab. محمد على رستم) – egipski piłkarz występujący na pozycji bramkarza. Uczestnik Igrzysk Olimpijskich 1924 i 1928.
Zawodnik był członkiem reprezentacji Egiptu podczas igrzysk w 1924 i 1928 roku. Na turnieju w 1924 roku nie zagrał w żadnym meczu. Podczas zawodów w 1928 roku wystąpił w jednym z czterech spotkań, jakie rozegrała jego drużyna, meczu półfinałowym z Argentyną, przegranym 0:6. W pozostałych meczach na tym turnieju bramki Egiptu bronił Abd al-Hamid Hamdi.